# 北海县
北海县，中国古代的县。
隋炀帝大业二年（606年）改下密县置北海县。治今山东省潍坊市，属北海郡。唐高祖武德二年（619年）为潍州州治。武德八年（625年）改属青州。五代沿置。宋太祖建隆三年（962年），以北海縣為北海軍，乾德三年（965年）复置潍州，北海县仍为潍州州治，金朝、元朝沿置。明太祖洪武元年（1368年）北海县省入潍州。